# 41488 Сіндбад
41488 Сіндбад (41488 Sindbad) — астероїд головного поясу, відкритий 29 серпня 2000 року.
Тіссеранів параметр щодо Юпітера — 3,015.